# Emma Calvé
Emma Calvé, nome d'arte di Rosa Emma Calvet (Decazeville, 15 agosto 1858 – Millau, 6 gennaio 1942), è stata un soprano francese.

## Carriera
Emma Calvé dopo aver studiato a Parigi con Mathilde Marchesi e Manuel García (figlio) debuttò nel teatro lirico il 23 settembre 1881 al La Monnaie/De Munt di Bruxelles, nel ruolo di Margherite nel Faust di Gounod e vi rimase per tre anni per poi andare a Parigi, prima al Théâtre de la comédie italienne e poi dal marzo 1885 all'Opéra Comique. Il 16 dicembre 1884 canta nella prima assoluta di Aben-Hamet di Théodore Dubois al Théâtre du Châtelet. Nel novembre 1885 a Nizza è Leila ne I pescatori di perle con successo. Nel maggio 1886 è Rosina ne Le nozze di Figaro all'Opéra Comique.
In Italia debutta nel 1887 al Teatro alla Scala di Milano come Lidia in Flora mirabilis di Spiro Samara ed al Teatro Costanzi di Roma nel 1888 è la protagonista nella prima assoluta di Medgé di Spiro Samara e nel 1891 Suzel nella prima assoluta di L'amico Fritz diretta da Rodolfo Ferrari con Fernando De Lucia e Paul Lhérie, Leila ne I pescatori di perle e Santuzza in Cavalleria rusticana. A Roma prende lezioni da Domenico Mustafà.
Al Teatro La Fenice di Venezia debutta nel 1889 come Ofelia in Hamlet con Giuseppe Kaschmann seguita da Leila ne I pescatori di perle.
Ancora alla Scala nel 1890 è Ofelia in Hamlet con Mattia Battistini e Francesco Navarrini con successo.
Nel 1891 è Santuzza in Cavalleria rusticana nel Teatro San Carlo di Napoli.
Nel 1893 canta nella prima assoluta di Amy Robsart di Isidore de Lara al Royal Opera House, Covent Garden di Londra e nel 1894 Anita nella prima assoluta di La Navarraise di Jules Massenet a Londra.
Al Metropolitan Opera House di New York debutta nel novembre 1893 come Santuzza in Cavalleria rusticana diretta da Enrico Bevignani seguita dalla protagonista in Carmen diretta da Luigi Mancinelli con Jean de Reszke, nel 1894 Suzel ne L'amico Fritz con De Lucia, Mario Ancona e Sofia Scalchi e la protagonista in Mignon, nel 1895 Ophélie in Hamlet ed Anita in La Navarraise, nel 1896 Margherita/Elena in Mefistofele diretta da Anton Seidl con Édouard de Reszke e Giuseppe Cremonini Bianchi, nel 1897 Marguerite in Faust e nel 1902 la protagonista in Messaline di Isidore de Lara con Antonio Scotti e Marcel Journet cantando al Met fino al 1904 in 262 recite. 
Nel 1894 compra il castello medievale di Cabrières (Gard).
Nel 1897 è Fanny Legrand nella prima assoluta di Sapho (Massenet) al Théâtre de la Ville per l'Opéra Comique.
Nel 1899/1900 compie un viaggio in oriente con Vivekananda.
Nel 1902 canta nella prima assoluta di La Carmélite di Reynaldo Hahn all'Opéra Comique.
Nel 1903 canta nella prima assoluta di Maguelone di Edmond Missa a Londra.
Si affermò nei teatri europei e americani, dapprima in ruoli leggeri e poi drammatici. Sorretta da notevole capacità interpretativa, sia vocale che mimica, fu Ofelia, Salomé (Herodiade), Suzel (L'amico Fritz), Sapho (Sapho di Massenet), Anite (La Navarraise), ma la sua fortuna è legata alla Carmen (opera) di Bizet, da lei portata in America in una felice tournée. Colette testimonia che ritrovando la Calvé a Nizza, lei le confidò di aver ricevuto una proposta dall'America per interpretare Carmen in un film, ma che lei "non avrebbe accettato questa soperchieria dello schermo" (Colette E.C. in En pays connus 1949). Continuò a cantare fino al 1910 e poi si ritirò dalle scene.
Nel 1919 partecipa ad un tour inglese con Arthur Rubinstein.
Nel 1922 partecipa ad un tour in Inghilterra, Scozia ed Irlanda con Alfred Cortot e Jacques Thibaud.
Nel 1925 torna a vivere nel Midi (Francia) nella sua casa di Millau dove insegna.

## Testimonianze
La prima volta, pranzai con lei nella sua casa all'angolo della place des Etas-Unis. Ha sempre saputo che l'ammiravo e che la sua semplicità di paysanne francese mi univa a lei. Mi piaceva che portasse trionfalmente nel mondo intero, la sua bella piccola testa latina, così ben costruita, il suo viso dai tratti delicati, sopra un collo robusto che celava i tesori del suo canto (Colette: E.C da Trait pour Trait in En pays connus 1949)
Mi ricordo della Calvé ai suoi bei tempi. Veniva la sera a cantare da Madame Strauss con la sua voce potente, con una "furia" (sic) che ci entusiasmava (G.Schlumberger: Mes souvenirs (1844-1928) Plon 1934 I, p. 353)
La sua mobilità, l'intensità, l'agitazione della sua vita, la seduzione del suo charme innato, la bellezza mediterranea del suo volto, espressivo talvolta fino all'eccesso, i suoi doni di cantante per l'esportazione universale della sua gloria, tutto in lei raggiava d'esaltazione e d'arte molto sicura di sé. Malconcia ai tornanti della sua esistenza di donna onesta, vezzeggiata da tutti, sensibile soprattutto alla stima di un'élite, prendeva volentieri l'aria di una che avesse fallito nella propria vita, malgrado l'evidenza dei trionfi e lo splendore della fama raggiunta.
Lei era l'orgoglio, il tormento, l'amore e la disperazione di colui che lei amava con un trasporto di bella fanciulla, mistica e fedele fino a deformare tutte insieme le realtà del presente e le certezze della verità. Metteva passione in tutte le cose, anche nella sua grande generosità o nelle sue opinioni su ciascuno (Gheusi: Cinquante ans de Paris p. 78-9)

## Repertorio
| Ruolo               | Titolo                 | Autore   |
| ------------------- | ---------------------- | -------- |
| Marguerite          | La dannazione di Faust | Berlioz  |
| Léïla               | I pescatori di perle   | Bizet    |
| Carmen              | Carmen                 | Bizet    |
| Elena Margherita    | Mefistofele            | Boito    |
| Marguerite          | Faust                  | Gounod   |
| Santuzza            | Cavalleria rusticana   | Mascagni |
| Suzel               | L'amico Fritz          | Mascagni |
| Salomé              | Erodiade               | Massenet |
| Anita               | La Navarrese           | Massenet |
| Fanny Legrand       | Sapho                  | Massenet |
| Contessa d'Almaviva | Le nozze di Figaro     | Mozart   |
| Pamina              | Il flauto magico       | Mozart   |
| Mignon              | Mignon                 | Thomas   |
| Ofelia              | Amleto                 | Thomas   |

## Discografia parziale
- Great Opera Singers/The Complete Victor Recordings/1907-1916 - Emma Calve, 2010 Classic Moments

### Autobiografie
- My life, 1922
- Sous tous les ciels j'ai chanté,  1940